# Willian José
Willian José da Silva (Porto Calvo, 23 novembre 1991) è un calciatore brasiliano, attaccante del Bahia.

## Caratteristiche tecniche
È una punta centrale, dotato di una buona tecnica individuale, è abile nel saper calciare la palla con entrambi i piedi, in più è dotato di un tiro potente che sfrutta dalla media-corta distanza. José è anche un buon tiratore di testa, è un rigorista di ottimo livello, e occasionalmente si rivela capace di trovare il gol calciando anche di punizione.

## Carriera

### Club

#### Barueri e San Paolo
La sua carriera da professionista inizia con il Barueri nel 2009, tuttavia è solo nel 2010 che inizia a segnare i suoi primi gol per la squadra, nel campionato spagnolo, la prima rete la mette a segno nella sconfitta per 6-1 contro l'Avaí, riesce a fare un rigore battendo per 4-2 il Guarani inoltre segna un gol sconfiggendo il Goiás per 4-1. Gioca poi con la squadra del San Paolo, durante il campionato segna il gol del 2-0 vincendo contro il Figueirense, vince la Coppa Sudamerica José segna un gol battendo per 2-0 l'Bahia, con lo stesso risultato si conclude la partita vinta contro l'Universidad de Chile dove lui segna una doppietta.

#### Grêmio e Santos
Nel 2013 ha giocato brevemente per il Grêmio, con un bilancio di sole tre partite; successivamente milita nella squadra del Santos: il primo gol lo segna pareggiando per 1-1 contro il Grêmio, con lo stesso risultato si conclude la partita contro il Corinthians dove José segna un'altra rete, riesce a fare un gol anche al Portuguesa vincendo per 4-1, la sua ultima rete la segna battendo per 2-1 il Criciúma.

#### Real Madrid e Real Saragozza
Nel 2014 gioca ne LaLiga con il Real Madrid, insieme alla squadra gioca una sola partita nella massima divisione spagnola, nella sconfitta per 2-0 contro il Celta Vigo, principalmente ha giocato per il Castilla, la seconda squadra, nella seconda divisione, segna una tripletta battendo per 3-2 il Recreativo de Huelva, con lo stesso risultato si conclude la partita contro il Las Palmas dive José segna un gol. Sempre giocando nel campionato di seconda divisione spagnolo, José gioca poi con la squadra del Real Saragozza, segna un gol battendo per 3-1 il Real Valladolid, inoltre è autore di una doppietta in due partite: la prima perdendo per 5-3 contro il Las Palmas e la seconda vincendo per 4-1 contro il Girona.

#### Las Palmas e Real Sociedad
Dal 2015 al 2016 gioca per il Las Palmas. Segna il gol del 1-0 contro il Betis, inoltre è autore della rete del 2-1 sconfiggendo il Celta Vigo, segna un altro gol vincendo per 4-0 ai danni del Getafe, segna un doppietta perdendo per 3-2 contro il Levante. Con un calcio di punizione dalla distanza ravvicinata segna la rete del 1-0 battendo la Real Sociedad.
Nel 2016 è stato comprato per sei milioni di euro dalla Real Sociedad.Detiene il suo record personale nella stagione 2017-2018 del campionato spagnolo con 15 gol, segna una rete sia al Leganés che al Celta Vigo battendo per 3-2 entrambe le squadre, vince sia contro l'Atletico Madrid che contro il Villareal con il risultato di 3-0 e in entrambi i match José segna una rete, un altro gol lo mette a segno battendo per 3-1 l'Eibar, riesce a fare un gol anche contro il Deportivo vincendo per 5-0. Chiede la sua esperienza con la Real Sociedad con 62 gol, gli ultimi con la doppietta che consegna la vittoria su 2-0 contro il Cordova nella Coppa del Re

#### Wolverhampton e Betis
Nel calciomercato di gennaio della stagione 2020/21 passa in prestito con diritto di riscatto agli inglesi del Wolverhampton. Sceglie di indossare la maglia numero 12. Fa il suo esordio nel pareggio per 0-0 contro il Chelsea. Nel campionato inglese segna un solo gol battendo per 1-0 lo Sheffield United. Il 25 agosto 2021 viene ceduto in prestito al Betis; a fine stagione viene riscattato dal club biancoverde, con cui sottoscrive un contratto fino al 2026,vince la Coppa del Re segna un rigore ai quarti di finale sconfiggendo per 4-0 il Real Sociedad, e nella finale contro il Valencia la partita di conclude per 1-1 e ai calci di rigore il Betis si impone per 5-4, José è il primo a segnare dal dischetto.

#### Spartak Mosca
Il 1º luglio 2024 viene ufficializzato il suo passaggio allo Spartak Mosca con il quale sottoscrive un contratto biennale fino al 30 giugno 2026.

### Nazionale
Nel 2011 viene convocato nell'Under-20 per partecipare alla coppa continentale di categoria conquistando la vittoria, segna un gol sconfiggendo per 3-1 la Colombia, inoltre è autore della rete del 5-1 battendo il Cile. Partecipa pure al campionato mondiale di calcio Under-20 vincendolo, nella vittoria contro l'Austria segna il gol del definitivo 3-0, un'altra rete la segna vincendo contro la Spagna ai quarti di finale, la partita si conclude sul 2-2 e il Brasile vince ai calci di rigore per 4-2.

## Statistiche

### Presenze e reti nei club
Statistiche aggiornate al 23 dicembre 2024
| Stagione              | Squadra               | Campionato            | Campionato | Campionato | Coppe nazionali | Coppe nazionali | Coppe nazionali | Coppe continentali | Coppe continentali | Coppe continentali | Altre coppe | Altre coppe | Altre coppe | Totale | Totale |
| Stagione              | Squadra               | Comp                  | Pres       | Reti       | Comp            | Pres            | Reti            | Comp               | Pres               | Reti               | Comp        | Pres        | Reti        | Pres   | Reti   |
| --------------------- | --------------------- | --------------------- | ---------- | ---------- | --------------- | --------------- | --------------- | ------------------ | ------------------ | ------------------ | ----------- | ----------- | ----------- | ------ | ------ |
| gen.-giu. 2009        | Rio Preto             | A2/SP                 | 2          | 0          |                 | -               | -               |                    | -                  | -                  | -           | -           | -           | 2      | 0      |
| giu.-dic. 2009        | Grêmio Barueri        | A1/SP+A               | ?+7        | ?+0        | CB              | -               | -               |                    | -                  | -                  | -           | -           | -           | 7      | 0      |
| 2010                  | Grêmio Barueri        | A1/SP+A               | 3+19       | 1+6        | CB              | -               | -               | CS                 | 2                  | 0                  | -           | -           | -           | 24     | 7      |
| Totale Grêmio Barueri | Totale Grêmio Barueri | Totale Grêmio Barueri | 3+26       | 1+6        |                 | -               | -               |                    | 2                  | 0                  |             | -           | -           | 31     | 7      |
| 2011                  | San Paolo             | A1/SP+A               | 10+9       | 1+0        | CB              | 3               | 0               |                    | -                  | -                  |             | -           | -           | 22     | 1      |
| 2012                  | San Paolo             | A1/SP+A               | 14+19      | 11+1       | CB              | 4               | 0               | CS                 | 7                  | 3                  |             | -           | -           | 44     | 15     |
| Totale San Paolo      | Totale San Paolo      | Totale San Paolo      | 24+28      | 12+1       |                 | 7               | 0               |                    | 7                  | 3                  |             | -           | -           | 66     | 16     |
| gen.-apr. 2013        | Grêmio                | PD/RS+A               | 6+0        | 3          | CB              | -               | -               | CL                 | 3                  | 0                  | -           | -           | -           | 9      | 3      |
| mag.-dic. 2013        | Santos                | A1/SP+A               | 0+23       | 5          | CB              | 2               | 0               | -                  | -                  | -                  | -           | -           | -           | 25     | 5      |
| gen.-giu. 2014        | Real M. Castilla      | SD                    | 16         | 4          | -               | -               | -               | -                  | -                  | -                  |             | -           | -           | 16     | 4      |
| gen.-giu. 2014        | Real Madrid           | PD                    | 1          | 0          | -               | -               | -               | -                  | -                  | -                  |             | -           | -           | 1      | 0      |
| 2014-2015             | Real Saragozza        | SD                    | 37         | 10         | CR              | 1               | 0               | -                  | -                  | -                  |             | -           | -           | 38     | 10     |
| 2015-2016             | Las Palmas            | PD                    | 30         | 9          | CR              | 4               | 1               | -                  | -                  | -                  |             | -           | -           | 34     | 10     |
| 2016-2017             | Real Sociedad         | PD                    | 28         | 12         | CR              | 6               | 2               | -                  | -                  | -                  |             | -           | -           | 34     | 14     |
| 2017-2018             | Real Sociedad         | PD                    | 34         | 15         | CR              | 0               | 0               | UEL                | 6                  | 5                  |             | -           | -           | 40     | 20     |
| 2018-2019             | Real Sociedad         | PD                    | 31         | 11         | CR              | 3               | 0               | -                  | -                  | -                  |             | -           | -           | 34     | 11     |
| 2019-2020             | Real Sociedad         | PD                    | 37         | 11         | CR              | 4               | 0               | -                  | -                  | -                  |             | -           | -           | 41     | 11     |
| 2020-gen. 2021        | Real Sociedad         | PD                    | 13         | 3          | CR              | 1               | 2               | UEL                | 6                  | 1                  | SS          | 1           | 0           | 21     | 6      |
| Totale Real Sociedad  | Totale Real Sociedad  | Totale Real Sociedad  | 143        | 52         |                 | 14              | 4               |                    | 12                 | 6                  |             | -           | -           | 170    | 62     |
| gen.-giu. 2021        | Wolverhampton         | PL                    | 17         | 1          | FACup+CdL       | 1+0             | 0               | -                  | -                  | -                  | -           | -           | -           | 18     | 1      |
| 2021-2022             | Betis                 | PD                    | 32         | 8          | CR              | 4               | 1               | UEL                | 8                  | 1                  | -           | -           | -           | 44     | 10     |
| 2022-2023             | Betis                 | PD                    | 28         | 2          | CR              | 2               | 2               | UEL                | 8                  | 2                  | SS          | 1           | 0           | 39     | 6      |
| 2023-2024             | Betis                 | PD                    | 33         | 10         | CR              | 3               | 4               | UEL+UECL           | 5+2                | 0+0                | -           | -           | -           | 43     | 14     |
| Totale Betis          | Totale Betis          | Totale Betis          | 92         | 20         |                 | 9               | 7               |                    | 23                 | 3                  |             | 1           | 0           | 126    | 30     |
| 2024-gen. 2025        | Spartak Mosca         | PL                    | 7          | 0          | KR              | 6               | 1               | -                  | -                  | -                  | -           | -           | -           | 13     | 1      |
| 2025                  | Bahia                 | CB+A                  | 5+1        | 1+0        | CB              | 0               | 0               | CL                 | 6                  | 1                  | CN          | 3           | 0           | 15     | 2      |
| Totale carriera       | Totale carriera       | Totale carriera       | 461        | 124        |                 | 44              | 13              |                    | 53                 | 13                 |             | 5           | 0           | 563    | 150    |

## Palmarès

### Club

#### Competizioni nazionali
- Coppa di Spagna: 2

Real Sociedad: 2019-2020
Betis: 2021-2022

#### Competizioni internazionali
- Coppa Sudamericana: 1

San Paolo: 2012

### Nazionale
- Campionato sudamericano Under-20: 1

Perù 2011
- Campionato mondiale Under-20: 1

Colombia 2011